# Бегущий по лезвию 2049
«Бегущий по лезвию 2049» (англ. Blade Runner 2049) — американский эпический неонуарный научно-фантастический фильм 2017 года канадского режиссёра Дени Вильнёва и продюсера Ридли Скотта. Является частью большой медиафраншизы, продолжением фильма «Бегущий по лезвию» 1982 года — экранизации романа «Мечтают ли андроиды об электроовцах?» Филипа К. Дика.
Действие фильма происходит в футуристическом Лос-Анджелесе, где рядом с обычными людьми сосуществуют искусственные создания — «репликанты». Главный герой, полицейский-репликант Кей, случайно вскрывает старый секрет, способный нарушить существующий порядок, и вынужден разыскивать Рика Декарда, героя первого фильма.
Фильм вышел в широкий прокат в США 6 октября 2017 года, в России — на день раньше. Несмотря на восторженные оценки критиков, высоко оценивших игру актёров, режиссёрскую и операторскую работу, визуальные эффекты, музыкальное сопровождение и верность идеям и настроениям оригинального фильма, «Бегущий по лезвию 2049» не окупился в прокате. Лауреат премий «Оскар» и «BAFTA» в номинациях «Лучшая работа оператора» и «Лучшие визуальные эффекты».

## Сюжет
Действие фильма происходит в 2049 году, через 30 лет после событий фильма «Бегущий по лезвию». В том году человечество начинает исчерпывать природные ресурсы по всей Земле.
«Репликанты» — бесплодные генетически сконструированные андроиды — созданы для использования при освоении новых опасных для человека планет. Отличаются быстрым ростом и коротким сроком жизни. На Земле некоторые модели используются на вредных производствах, в качестве слуг, в секс-индустрии.
Репликант новой модели Кей (Райан Гослинг) работает охотником за головами в полиции Лос-Анджелеса, выслеживая и уничтожая репликантов, которые нелегально вернулись на Землю. Он живёт с подругой по имени Джой (Ана де Армас) — искусственной голографической программой, вовсе не имеющей тела.
Выполняя служебное задание, Кей прибывает к некому репликанту-фермеру Сапперу Мортону (Дэйв Батиста). Кей выясняет, кем является Саппер на самом деле и убивает его; на его ферме он находит закопанные останки женщины-репликанта, умершей при родах 30 лет назад, — это показывает, что репликанты все-таки могут размножаться естественным путем. Начальница Кея, лейтенант Джоши (Робин Райт), считает, что эта информация способна привести к войне между людьми и репликантами. Она приказывает Кею найти и убить ребёнка.
Начав поиски, Кей посещает штаб-квартиру мегакорпорации «Уоллес», главного производителя репликантов. Останки идентифицируют: это Рейчел (главная героиня первого фильма); Кей также узнает о её романтической связи с «бегущим по лезвию» Риком Декардом (Харрисон Форд), ныне пропавшим без вести. Глава корпорации, Ниандер Уоллес (Джаред Лето) также заинтересован в поисках «чуда» — ребёнка, рождённого репликантом: если созданные Уоллесом репликанты бесплодны, то «чудо» может всё изменить. Уоллес посылает по следам Кея особого репликанта — Лав (Сильвия Хукс).
Единственной зацепкой в дальнейшем расследовании для Кея становится дата «6-10-21», вырезанная у основания иссохшего ствола дерева на ферме Мортона, под которым была найдена капсула с останками. Вместе с тем Кея начинает преследовать воспоминание о спрятанной деревянной лошадке с той же самой датой — будто бы игрушке из его детства. Зная, что он репликант, Кей считает это воспоминание искусственным, в то время как Джой убеждает Кея в его «особенном происхождении». Перебирая записи в архиве, Кей узнает о паре рождённых в этот день близнецов — девочке и мальчике: девочка умерла, в то время как мальчик был отправлен в рабочий приют на руинах Сан-Диего. При посещении приюта Кею не удаётся найти никаких документов, но он находит деревянную лошадку именно там, где она была спрятана в его воспоминаниях.
За ответами насчёт своих видений Кей обращается к доктору Ане Стеллин (Карла Юри), разработчице искусственных воспоминаний для андроидов Уоллеса, которая подтверждает, что воспоминание реально, — это убеждает Кея в том, что он и есть то самое исчезнувшее «чудо», сын Рейчел. После визита к Ане Кея задерживают его же коллеги и доставляют на очередную проверку на профпригодность, которую регулярно должны сдавать все полицейские-репликанты. Кей не проходит проверку, его эмоциональное состояние признаётся нестабильным, он лишается оружия и служебных документов. Тем не менее он сообщает лейтенанту Джоши, что приказ найти и убить ребёнка выполнен.
Чтобы испытать настоящие чувства и сблизиться с Кеем, Джой нанимает для него проститутку Мариэтту (Маккензи Дэвис) и, синхронизируясь с её телом, придаёт ей свой облик, чтобы Кей мог заняться с ней сексом. Кей собирается продолжить поиски, игнорируя приказ начальства, а Джой просит «взять её с собой». Уходя, Мариэтта незаметно прикрепляет к одежде Кея некое отслеживающее электронное устройство.
Лав по указанию Уоллеса также ищет ребёнка-андроида, она прибывает в здание департамента полиции Лос-Анджелеса (англ. LAPD) к лейтенанту Джоши, и после жёсткого разговора убивает, так как именно она приказала убить ребёнка; после чего Лав устремляется на поиски самого Кея.
По остаточной радиоактивности на материале лошадки Кей находит место, где она была сделана, — руины Лас-Вегаса; здесь он встречает человека, которого считает своим отцом, — постаревшего Рика Декарда.
Визит Кея в Лас-Вегас оказывается отслеженным: Лав со своими людьми прилетает на руины, похищает Декарда, уничтожает Джой и оставляет раненого Кея умирать. Кея спасает внезапно появившаяся Мариэтта и её друзья — члены движения за свободу репликантов, которые планируют использовать найденного ребёнка в качестве символа их борьбы. От их вождя Фрейсы (Хиам Аббасс) Кей узнаёт, что ребёнком Декарда и Рейчел в действительности была девочка, а не мальчик и что воспоминания Кея о лошадке не уникальны. Фрейса поручает Кею убить Декарда, чтобы никто не смог узнать о ребёнке. Расставшись с иллюзией о собственной избранности, Кей догадывается, что настоящее дитя Декарда и Рейчел — Ана Стеллин, творец воспоминаний.
Декард отказывается сотрудничать с главой корпорации, Уоллесом, который давит на него при помощи специально изготовленной им копии Рейчел (Шон Янг), и тот приказывает отослать пленника за пределы Земли. Однако во время перевозки Декарда на конвой нападает Кей. В схватке Кею с трудом удаётся убить Лав. Затем он отвозит Декарда в офис Стеллин. По прибытии Кей отправляет Декарда к дочери, после чего ложится на заснеженные ступени здания и, предположительно, умирает от тяжёлых ранений, нанесённых ему Лав. В это время Декард встречается лицом к лицу со своей дочерью.

## В ролях
| Актёр                                                            | Роль               |
| ---------------------------------------------------------------- | ------------------ |
| Райан Гослинг                                                    | офицер LAPD Кей    |
| Харрисон Форд                                                    | Рик Декард         |
| Ана де Армас                                                     | Джой               |
| Сильвия Хукс                                                     | Лав                |
| Робин Райт                                                       | лейтенант Джоши    |
| Джаред Лето                                                      | Ниандер Уоллес     |
| Маккензи Дэвис                                                   | Мариетта           |
| Карла Юри                                                        | доктор Ана Стеллин |
| Дэйв Батиста                                                     | Саппер Мортон      |
| Ленни Джеймс                                                     | мистер Коттон      |
| Бархад Абди                                                      | Док Бэджер         |
| Дэвид Дастмалчян                                                 | Коко               |
| Хиам Аббасс                                                      | Фрейса             |
| Вуд Харрис                                                       | Нандес             |
| Эдвард Джеймс Олмос                                              | Гафф               |
| Лорен Пита (захват движения) и Шон Янг (реконструкция и озвучка) | Рейчел             |

## Производство
По словам актёра Ленни Джеймса, это самый секретный проект, в котором он принимал участие. «Когда мне предложили работу, я попросил сценарий, — рассказал Джеймс. — Мне прислали 20 страниц с событиями, предшествующими появлению моего персонажа, и 20 страниц после того, как мой персонаж уже отчалил. Текст был в приложении, и я не мог открыть его на другом устройстве. Я не мог сделать скриншот. Я не мог его сохранить. Меня предупредили: „У вас 36 часов, потом текст исчезнет“. Когда я принял решение сниматься, мне переслали весь сценарий. Я работал с ним. Но каждый день мне открывали определённые страницы, с которыми я работал в конкретный день, и я должен был расписываться за это. И я не мог уехать домой без того, чтобы мне не закрыли доступ. И вот съемки завершились, доступ открыт, я еду домой и радуюсь — у меня на руках весь сценарий. Девятью часами позже весь сценарий испарился из моего iPad самым загадочным образом».
Во время съёмок погиб упавший с платформы рабочий.

## Маркетинг
В декабре 2016 года вышел первый тизер к фильму. В официальных трейлерах использовалась оригинальная музыкальная тема Вангелиса.

### Короткометражные приквелы
29 августа 2017 года на YouTube-канале ColliderVideos появилась первая официальная короткометражка, которая рассказывает предысторию фильма. События картины под названием «2036: Возрождение Nexus» (2036: Nexus Dawn) разворачиваются в 2036 году, спустя 17 лет после событий первого фильма и за 13 лет до сюжета сиквела. В центре сюжета оказывается Ниандер Уоллес, персонаж Джареда Лето. Герой представляет новую модификацию репликантов серии Nexus 9, которых называет идеальными. Режиссёром короткометражки выступил Люк Скотт. Помимо Лето, в одной из главных ролей занят Бенедикт Вонг.
16 сентября 2017 года был представлен второй короткометражный фильм-приквел, который также снял Люк Скотт — «2048: Некуда бежать» (2048: Nowhere to Run). События происходят за год до основного сюжета фильма и показывают часть истории беглого репликанта серии Nexus 8 Саппера Мортона. Его роль исполнил Дэйв Батиста. В эпизодической роли посетителя лавки торговца био-материалами снялся Адам Сэвидж — один из ведущих ныне закрытой передачи MythBusters и страстный поклонник оригинального «Бегущего по лезвию».
Третьим по хронологии создания короткометражным приквелом стала 15-минутная аниме-картина «Бегущий по лезвию: Отключение света 2022» (Blade Runner: Black Out 2022), автором сценария и режиссёром которой выступил Синъитиро Ватанабэ, создатель культового аниме Cowboy Bebop. Лента вышла 27 сентября 2017 года и показывает события 2022 года, когда в результате теракта, устроенного репликантами, произошло полное отключение всех электронных систем и практически полное уничтожение электронных архивов человечества. Из данного аниме также становится понятно, что после событий первого фильма были выпущены новые серии репликантов, со снятым ограничением на 4 года жизни.

## Рейтинг
Подобно оригинальному фильму, «Бегущий по лезвию 2049» получил рейтинг R на территории США. В России фильм получил «18+» — «запрещено для детей». Причиной этому стало присутствие обсценной лексики, откровенных сцен и детально показанного насилия. Создатели решили не делать фильм более массовым смягчением повествования до рейтинга PG-13.

## Реакция

### Сборы
Фильм собрал 92,1 млн долларов в Соединённых Штатах и Канаде и 167,2 млн долларов в других странах; в общей сложности сборы составили 259,2 млн долларов во всем мире. Производственный бюджет фильма не разглашался, но был весьма велик: различные источники оценивали его в 150—185 миллионов долларов США. По сообщениям The Hollywood Reporter, финансировавшая фильм кинопроизводственная компания Alcon Entertainment и её инвесторы понесли убытки порядка 80 миллионов долларов — иными словами, фильм даже не окупил вложенные в него деньги.
В Соединённых Штатах и Канаде «Бегущий по лезвию 2049» был выпущен вместе с фильмами «Между нами горы» и «My Little Pony в кино», и изначально предполагалось, что в первые выходные он соберёт 43—50 млн долларов в 4 058 кинотеатрах. В сентябре 2017 года опрос Fandango показал, что фильм был одним из самых ожидаемых релизов сезона. Фильм собрал 4 млн долларов от ночных показов в четверг, включая 800 000 долларов из кинотеатров IMAX, но всего лишь 12,6 млн долларов в первый день, снизив прогнозы на выходные до 32—35 млн долларов. В субботу фильм собрал 11,4 млн долларов, а по итогам первых трёх дней дебютировал с кассой в 32,8 млн долларов, что значительно ниже первоначальных прогнозов. Тем не менее фильм занял первое место в прокате, а дебют стал одним из самых кассовых в карьерах Вильнёва и Гослинга. Deadline.com объяснял такие сборы 163-минутной продолжительностью, что ограничивало количество сеансов в кинотеатрах, отсутствием внимания «основной аудитории» к фильму и якобы «расплывчатым» маркетингом, полагающимся на ностальгию и фан-базу. Ридли Скотт, комментируя коммерческую неудачу фильма, заявил: «Он медленный. Длинный. Слишком длинный. Я бы сократил его на полчаса».

### Отзывы и оценки
Фильм был встречен в прессе одобрительно. По данным агрегатора Rotten Tomatoes, 87 % из 346 рецензий на него были положительными, а средняя оценка составила 8,2/10. По данным агрегатора Metacritic, средняя оценка составила 81/100 (на основе 54 рецензий) Rotten Tomatoes суммируют мнения критиков так: «Визуально потрясающий и с удовлетворительным сюжетом, „Бегущий по лезвию 2049“ углубляет и расширяет историю своего предшественника, будучи при этом самостоятельным впечатляющим кинодостижением».
По итогам 2017 года многие издания включили «Бегущего по лезвию 2049» в число лучших фильмов года, в том числе Independent, Wired, TimeOut, The Atlantic, «Кинопоиск», «Афиша» io9, Collider, «Канобу», Digital Trends. Журнал «Мир фантастики» назвал его лучшим научно-фантастическим фильмом 2017 года.

### Награды и номинации
- 2018 — две премии «Оскар» за лучшую операторскую работу (Роджер Дикинс) и лучшие визуальные эффекты (Джон Нельсон, Герд Нефцер, Пол Ламберт, Ричард Хувер), а также три номинации: лучшая работа художника-постановщика (Деннис Гасснер, Алессандра Керсола), лучший монтаж звука (Марк Манджини, Тео Грин), лучшее сведение звука (Рон Бартлетт, Даг Хемфилл, Мак Рут).
- 2018 — две премии BAFTA за лучшую операторскую работу (Роджер Дикинс) и лучшие визуальные эффекты (Джон Нельсон, Герд Нефцер, Пол Ламберт, Ричард Хувер), а также 6 номинаций: лучшая режиссура (Дени Вильнёв), лучшая оригинальная музыка (Ханс Циммер, Бенджамин Уоллфиш), лучший монтаж (Джо Уокер), лучшая работа художника-постановщика (Деннис Гасснер, Алессандра Керсола), лучший грим и причёски (Дональд Моуат, Керри Уорн), лучший звук (Рон Бартлетт, Даг Хемфилл, Мак Рут, Марк Манджини, Тео Грин).
- 2018 — одна премия «Сатурн»: лучший научно-фантастический фильм, а также 8 номинаций — лучшая режиссура (Дени Вильнёв), лучший сценарий (Хэмптон Фэнчер, Майкл Грин), лучший актёр (Райан Гослинг), лучший актёр второго плана (Харрисон Форд), лучшая актриса второго плана (Ана де Армас), лучшая работа художника-постановщика (Деннис Гасснер), лучший грим (Дональд Моуат), лучшие визуальные эффекты (Джон Нельсон, Герд Нефцер, Пол Ламберт, Ричард Хувер).
- 2018 — две премии «Спутник» за лучшую операторскую работу (Роджер Дикинс) и лучшие визуальные эффекты, а также две номинации: лучший звук, лучшая работа художника-постановщика.
- 2018 — премия Лондонского кружка кинокритиков за лучшее техническое достижение (Деннис Гасснер за работу художника-постановщика).
- 2018 — номинация на премию «Бодиль» за лучший американский фильм (Дени Вильнёв).
- 2018 — номинация на премию «Хьюго» за лучшее драматическое представление — длинная форма (Хэмптон Фэнчер, Майкл Грин, Дени Вильнёв).